# InnoCentive
InnoCentive — это краудсорсинговая компания со штаб-квартирой в Уолтеме, Массачусетс и штаб-квартирой в регионе EMEA в Лондоне, Великобритания.
InnoCentive — краудсорсинговая платформа для решения научных проблем, позволяющая организациям вроде P&G, BASF и Dow Chemical размещать нерешаемые проблемы, обозначаемые как «вызовы», для их решения людьми, не связанными напрямую с организациями.
В InnoCentive группа может быть внешней (более чем 400 000 лиц) или внутренней (сотрудники, партнеры или клиенты организации).

## История
Идея создания InnoCentive пришла к Алфею Бингхему и Аарону Шахту в 1998 году во время конференции посвященной изучению применения интернета в бизнесе, когда они вместе работали в Eli Lilly and Company .
Компания была основана в 2001 году, Джиллом Панетта, Джеффом Хенсли, Дарреном Кэрроллом и Альфеусом Бингхэмом. Основная часть первоначального финансирования была предоставлена Eli Lilly and Company .
В 2005 году InnoCentive была выделена в отдельную компанию из Eli Lilly с инвестициями, под руководством Спенсера Траска из Нью-Йорка. В декабре 2006 года, вскоре после того, как Дуэйн Спрэдлин занял пост генерального директора, компания подписала соглашение с Фондом Рокфеллера о создании некоммерческой зоны, предназначенной для поиска научно-технических решений и решения насущных проблем в развивающихся странах. В период с 2006 по 2009 год Фонд Рокфеллера разместил на InnoCentive 10 задач с 80 % успешностью.
В феврале 2012 года InnoCentive приобрела британскую OmniCompete.

## Продукты и услуги

### Премиальные испытания
Премиум испытания позволяют организациям публиковать свои проблемы в сети решения проблем InnoCentive через их сайт. Обычно этот процесс начинается с обсуждения под руководством InnoCentive, на котором выявляются соответствующие проблемы и потребности. Затем эксперты с PhD InnoCentive по вызовам работают с клиентами, чтобы разобрать по частям и сформулировать проблему. Проблема или потребность абстрагируются, чтобы дать возможность проникновения в суть различных отраслей, возможно, даже той, которая разделяет проблему и уже решила её. Описание задачи четко определяет проблему или потребность, решение и требования к интеллектуальной собственности, а также сумму вознаграждения, которая будет выплачена за выигравшие заявки.
Вызовы размещаются анонимно, если клиент желает, на InnoCentive.com. Обычно пользователи отправляют свои решения в течение 30-90 дней. Конечные результаты варьируются в зависимости от типа Задачи и могут варьироваться от коротких предложений до экспериментально подтвержденных решений. После того, как клиент завершит оценку представленных материалов и выберет победителей, InnoCentive занимается администрированием премиальных выплат и передачей прав интеллектуальной собственности или лицензированием.

### Пользовательские испытания
Пользовательские вызовы бывают двух форм: грандиозные вызовы, которые представляют собой громкие вызовы, которые сосредоточены на большой проблеме, часто требующие радикальных инноваций и прорывных решений, и демонстрационные вызовы, которые, как правило, сосредоточены на конкретном секторе и обычно включают живую мероприятие.

### InnoCentive @ Work
InnoCentive — это открытая инновационная платформа на основе SaaS, которая позволяет организациям запускать частные внутренние программы «вызовов», которые привлекают их сотрудников, партнеров или клиентов. Платформа может быть настроена по мере необходимости. Сотрудники могут комментировать и голосовать за идеи своих коллег, предлагать идеи для задач и участвовать в обсуждениях предложенных задач и награжденных работ. Механизм награждения работает немного иначе, чем в премиум-вызовах, например, он связан с существующей программой льгот организации.

## Пользователи
По состоянию на сентябрь 2017 года в сети решения проблем InnoCentive было более 380000 пользователей из почти 200 стран. Все пользователи отдельно и специально зарегистрировались в InnoCentive и сообщают об опыте в различных областях, включая химию, биологию, инженерию, статистику, информационные технологии, продукты питания и растениеводство и бизнес . Около 60 % имеют уровень магистра или выше. InnoCentive имеет ряд партнерских отношений, которые позволяют их клиентам получить доступ к миллионам других пользователей.

## Показатели успеха
Согласно отчету InnoCentive, в 2016 году было выполнено 80 % премиальных испытаний. В отчете также указано, что исследование, проведенное Forrester Consulting, показало, что окупаемость инвестиций компании Essity, составила 74 % с периодом окупаемости менее чем за 3 месяца
Денежное вознаграждение варьируется от 5 до 100 000 долларов. На сегодняшний день, по данным InnoCentive, организация решила более 2 000 внешних и более 1 000 внутренних задач, присудив более 20 миллионов долларов.

## Примечание
1. 1 2  Редакция журнала Наука и жизнь. Всемирный форум InnoСentive: научные таланты России - к сотрудничеству! www.nkj.ru. Дата обращения: 17 февраля 2021. Архивировано 14 января 2018 года.
2. ↑  Defining Open Innovation, Crowdsourcing, and Crowdsourced Innovation (англ.). web.archive.org (15 сентября 2017). Дата обращения: 17 февраля 2021. Архивировано 15 сентября 2017 года.
3. ↑  Louise Leone. Our Solvers | InnoCentive (амер. англ.) (24 февраля 2018). Дата обращения: 17 февраля 2021. Архивировано 17 января 2021 года.
4. 1 2  Louise Leone. About Us | InnoCentive (амер. англ.) (16 февраля 2018). Дата обращения: 17 февраля 2021. Архивировано 10 февраля 2021 года.
5. ↑  Accelerating Innovation for Development: The Rockefeller Foundation and Inno-Centive Renew Partnership Linking Nonprofit Organizations to World-Class Scientific Thinkers. Rockefeller Foundation (23 июня 2009). Дата обращения: 29 сентября 2014. Архивировано 23 января 2015 года.
6. ↑  InnoCentive Acquires OmniCompete Limited. InnoCentive. 6 февраля 2012. Архивировано 23 февраля 2017. Дата обращения: 14 февраля 2021.
7. 1 2 3  InnoCentive Premium Challenges. Дата обращения: 15 сентября 2017. Архивировано 20 января 2022 года.
8. ↑  Premium Challenge Types. InnoCentive (англ.). Архивировано 15 сентября 2017. Дата обращения: 15 сентября 2017.
9. ↑  Custom Challenge Programs. InnoCentive (англ.). Архивировано 15 сентября 2017. Дата обращения: 15 сентября 2017.
10. ↑  InnoCentive@Work. InnoCentive (англ.). Архивировано 15 сентября 2017. Дата обращения: 15 сентября 2017.
11. 1 2  About Us. InnoCentive (англ.). Архивировано 15 сентября 2017. Дата обращения: 15 сентября 2017.
12. ↑  InnoCentive Partners. InnoCentive (англ.). Архивировано 15 сентября 2017. Дата обращения: 15 сентября 2017.
13. ↑  Bishop, Michelle. The Total Economic Impact of InnoCentive Challenges (май 2009). Дата обращения: 15 сентября 2017. Архивировано 24 октября 2012 года.